# Latiscopidae
Latiscopidae — викопна родина земноводних темноспондилів тріасового періоду. Вперше була описана у 1948 році Джоном Ендрю Вілсоном на основі викопного черепа, знайденого в Техасі у 1940 р.. До неї належать невеликі за розміром темноспондили, які, як вважається, жили в норах і впадали в естівацію у жарку погоду. Члени групи мали клиноподібні черепи, які, як вважається, допомагали рити нори.